# لوريكيت سينوتو
لوريكيت سينوتو (الاسم العلمي: Vini sinotoi)، هو نوع من الببغاء المنقرض منذ 700-1300 عام. تم التعرف عليه من مستحاثة موجودة في جزر ماركيساس.
اسم النوع مُهدى لأحياء ذكرى عالم علم الإنسان يوسيهيكو سينوتو الذي جمع النمط الكامل في عام 1965.